# إنريكي ويلسون
إنريكي ويلسون هو لاعب كرة قاعدة دومينيكاني، ولد في 27 يوليو 1973 في سانتو دومينغو في جمهورية الدومينيكان.

## وصلات خارجية
- إنريكي ويلسون على موقع دوري كرة القاعدة الرئيسي (الإنجليزية)
- إنريكي ويلسون على موقعبيزبول رفرنس.كوم (الدوري الرئيسي) (الإنجليزية)
- إنريكي ويلسون على موقعبيزبول رفرنس.كوم (الدوري الثانوي) (الإنجليزية)
- إنريكي ويلسون على موقع إي إس بي إن.كوم (أم.أل.بي) (الإنجليزية)
- إنريكي ويلسون على موقع مشجعي الرسوم البيانية (الإنجليزية)